# 花園賞
花園賞は、東京都新宿区の神社、花園神社の宮司片山文彦が、考案した賞である。
花園神社は1967年から唐十郎率いる状況劇場がテントを建てて演劇公演を行っていた場所で、1980年以降は状況劇場の後継である唐組のほか、数劇団が公演の場所として使用していた。境内には芸能浅間神社もあり、芸能人の参拝者を集めていた。このように芸能とは縁のある花園神社が、地元新宿の文化に貢献があった個人や団体を顕彰する賞として設けたのが花園賞で、第一回は唐十郎が受賞した。2003年には境内で定期公演を行っている上々颱風が受賞している。

## 主な受賞者
- 唐十郎（紅テント）
- 上々颱風（七夕ライブ）
- 蜷川幸雄（舞台）
- 外波山文明（テント）